# Malikia
Malikia es un género de bacterias gramnegativas de la familia Comamonadaceae. Fue descrito en el año 2005. Su etimología hace referencia al microbiólogo Kuhrsheed A. Malik. Son bacterias aerobias y móviles por flagelo polar. Catalasa y oxidasa positivas. Presentan gránulos de almacenaje de polihidroxialcanoatos. Se encuentran en aguas y lodos. 